# Gymnangium magnirostre
Gymnangium magnirostre is een hydroïdpoliep uit de familie Aglaopheniidae. De poliep komt uit het geslacht Gymnangium. Gymnangium magnirostre werd in 1927 voor het eerst wetenschappelijk beschreven door Nutting. 